# .ky
.ky je vrhovna internetska domena (country code top-level domain - ccTLD) za Kajmanske otoke. Domenom upravlja Information and Communications Technology Authority.

## Vanjske poveznice
- IANA .ky whois informacija  Arhivirana inačica izvorne stranice od 19. travnja 2006. (Wayback Machine)